# Ângelo de Lima
Ângelo Vaz Pinto Azevedo Coutinho de Lima (* 30. Juli 1872 in Porto, Portugal; † 14. August 1921 in Lissabon, Portugal) war ein portugiesischer Lyriker, der als einer der Wegbereiter der Literarischen Moderne in Portugal gilt.

## Leben
Angelo de Lima wurde als Sohn von Pedro de Lima, der selbst ein bekannter romantischer Dichter war, geboren. Er besuchte zunächst das Colegio Militar 1882 in Lissabon, bevor er sich 1888 an der Academia de Belas Artes (Akademie der Schönen Künste) von Porto immatrikulierte. 1891 und 1892 nahm er freiwillig an diversen Militäraktionen in Mosambik teil und hier zeigten sich die ersten Anzeichen seiner Geisteskrankheit. Dies führte dazu, dass er 1894 in die Heilanstalt Conde de Ferreira nach Porto kam und dort bis 1898 blieb. Ab 1898 versuchte er sich als freischaffender Künstler und Dichter, hatte aber keinen Erfolg und landete 1901 erneut in einer Heilanstalt, diesmal in Lissabon, wo er zuletzt gelebt hatte. Er wurde in Rilhafoles eingewiesen, der bekanntesten Heilanstalt in Portugal; dort blieb er bis zu seinem Tode.
Sein literarisches Werk zu Lebzeiten bezieht sich lediglich auf einige Gedichtveröffentlichungen in Magazinen wie A Geraçao Nova oder Revista Azul sowie der legendären Zeitschrift von Fernando Pessoa, Orpheu, für deren zweiten Titel 1915 er Gedichte beisteuerte. Zu Lebzeiten nur einer schmalen literarischen Öffentlichkeit bekannt, gilt er heute als einer der Mitbegründer der Literarischen Moderne Portugals. Einigen Gedichten wurden romantische, surrealistische und symbolistische Züge zuerkannt. Er schrieb Sonette und Gedichte mit neologistischen Worten und ungewöhnlichen Assoziationen. Manchmal entstanden Gedichte auch in den kurzen Augenblicken, in denen er noch klar denken und fühlen konnte, auch wenn diese selten waren.
Der Dichter starb am 14. August 1921 in der Anstalt Rilhafoles, Lissabon. Erst 1971, fünfzig Jahre nach seinem Tod, erschien Angelo de Limas Gesamtwerk.

## Werk
- Poemas completas, 1971, posthum.